# Dzong építészet
A Dzong, más néven bhutáni erődítmény egy sajátos erődítménytípus, amely elsősorban Bhutánban és Tibetben fordul elő. Elsősorban a helyi hatalom székhelyeként és védelmeként szolgált. Éppen emiatt főként hegycsúcsokra építették őket, olyan helyek felé, ahonnan az ellenség érkezhetett. Erőteljes szerkezet, magas, lejtős falak jellemzik. Előszeretettel alkalmazzák a vöröset, az okkert és a zöld színárnyalatokat. Sok rokon vonást mutat a hagyományos kínai építészettel.

## Példák
- Punakha Dzong
- Simtokha Dzong
- Tashichho Dzong